# Seax del Támesis
El seax o scramasax del Támesis es una espada corta del siglo IX que se encontró en el Támesis en Battersea (Londres). Su importancia radica principalmente en que lleva inscrita una de las primeras inscripciones rúnicas escritas en futhorc. En primer lugar aparece una versión arcaica del alfabeto futhorc ordenado con las 28 runas que tenía en la primera etapa:
Se puede ver cómo evolucionaron las formas de las runas de este alfabeto comparándolas con sus formas definitivas:
|   |   |   |   |   |   |   |   |   |   |   |    |    |   |   |   |   |   |   |   |   |   |   |   |   |   |   |    |
| f | u | þ | o | r | c | ȝ | w | h | n | i | io | eo | p | x | s | t | b | e | ŋ | d | l | m | j | a | æ | y | ea |

Esta versión del alfabeto futhorc difiere un poco de la que aparece en el poema rúnico anglosajón, falta la runa edhel y algunas runas presentan un orden diferente: dæg y mann (d y m) tienen sus puestos intercambiados, ior (io) aparece en el lugar de jeran (j) y esta aparece detrás de mann.
El seax del Támesis es el único objeto que tiene grabado una versión del alfabeto futhorc, también es la única vez en que aparece grabada la runa ear (ea), todos los demás registros son manuscritos.
Además del alfabeto aparece grabado el nombre Beagnoþ ( ).